# 1989 (泰勒·斯威夫特专辑)
《1989》是美国创作歌手泰勒·斯威夫特的第5张录音室专辑，于2014年10月27日由大機器唱片發行。斯威夫特在《红》發行当年和大量媒体的关注中着手准备这张专辑。在两年的写歌过程中，她主要与制作人马克斯·马丁和歇爾貝克合作——斯威夫特與马丁担任专辑的执行制作人。专辑名称的灵感来源于80年代的流行音乐，尤其是斯威夫特出生那年的。這張專輯是斯威夫特第一張流行樂專輯，也使她正式從鄉村歌手轉型成流行歌手。
专辑脱离她以前作品中的乡村音乐风格，被其本人称为“第一张有记录的正式流行乐专辑”。相对于斯威夫特以前的作品，這張专辑的制作结合了打击乐编程、合成器、脉动贝斯、加工过的伴唱和吉他。专辑获得当代音乐评论家的普遍好评，被《公告牌》、《时代》和《滚石》等各大出版物列入2014年最佳专辑之一。
在美国《公告牌》二百强专辑榜以第一名亮相后，专辑发行第一周便售出128.7万张，創下了美國首周總銷量自2002年來的最高紀錄，該記錄直到2022年才被斯威夫特的另一張專輯《午夜》超過。同时标志着斯威夫特成为第一位有三张专辑，在一个星期内卖出100万或以上张的歌手。专辑最成为了2014年美国市场上最畅销的专辑，卖出超过570萬张。截至2015年12月，该年全球销量达860万张。专辑派生出七首单曲，其中〈通通甩掉〉、〈空格〉和〈壞到底〉均在美国公告牌百强单曲榜位列榜首，而〈超有型〉、〈狂野的梦〉和〈脱离困境〉在2014年分列该榜第6、第5和第18名。前五首单曲均在成人四十強單曲榜和主流四十強單曲榜上位列榜首，所有歌曲均获得美國唱片業協會的多白金销量认证。
斯威夫特凭借這張专辑收获了八项葛萊美獎提名，包括獲得年度专辑，这标示着专辑成为继2010年《無懼的愛》和2014年《红》后斯威夫特第三张收获该入圍荣誉的专辑，她也是首位女歌手獲得該獎項兩次。专辑也獲得了最佳流行演唱专辑，是斯威夫特首次提名及獲得该奖项。前两首单曲〈通通甩掉〉（2015年）和〈空格〉（2016年）均被提名年度制作、年度歌曲和最佳流行歌手。第四首单曲〈敌对〉的混音版被提名为最佳流行团体/组合和獲得最佳音乐录影带。随着母带所有权的争议，这张专辑的重新录制版本《1989 (重制版)》于2023年10月27日发行，其中还包含了斯威夫特几首为原专辑写的未收录歌曲。

## 背景
在第四張專輯《红》入圍格莱美獎提名但無緣獲獎後，斯威夫特進入了“六個月的深度寫歌進程”。 2013年11月，她接受公告牌排行榜訪問時，稱“已為新專輯選好了七到八首歌”。而專輯的曲風“會進化為一種全新的風格，而這種風格正是斯威夫特所要的”。2014年2月，斯威夫特確認她將在新專輯中，繼續與马克斯·马丁和歇爾貝克展開合作。此前二人曾與斯威夫特共同寫了上一張專輯《紅色》中的三首歌曲。而在這次合作中他們創作歌曲的數量“遠多於三首歌”。杰克·安东诺夫和瑞恩·泰德二人同樣參與了專輯的創作及製作。
2014年9月，斯威夫特接受《滚石》雜誌採訪時，表示專輯中的一首歌“直接取詞於我的日記本”。儘管她沒有透露這首歌的歌名，但她在這次採訪中還提到了另一首歌〈脱离困境〉，與斯威夫特共同創作及共同製作的安东诺夫“非常喜歡這首歌”：“歌曲的有些地方聽起來安靜的像讀日記，也有些地方聽起來就像那種會讓10萬人一起喊出來的東西。這首歌包含像這樣的差異很大的不同風格，讓所有人都能找到他們喜歡的部分”。斯威夫特她自己能夠做到誠實對待對待自己的個人事物，這讓她能夠分配這些不同風格在音樂中的佔比。這首歌是斯威夫特第一首在已有旋律的基礎上作詞的歌曲：安東諾夫發給斯威夫特一版沒有人聲和歌詞的初版伴奏，隨後斯威夫特花了半小时就给这段空白旋律配上歌词。

## 制作
在接受英國音樂電台Kiss FM專訪時，泰勒絲承認專輯名稱“1989”的靈感，源於她出生那年的音樂。 “我認為八十年代末期有些歌手，做出了流行樂壇最不可思議、最大膽、最冒險的決定。比如當時安妮·藍妮克絲和還有的所作所為，全都超前於他們所處的時代。麦当娜的的單曲〈宛如祈禱者〉（"Like a Prayer"）一直是流行樂壇的傑作。斯威夫特在2014年8月18日開始宣傳這張專輯。她將這張專輯定性為她的“第一張官方正式流行樂專輯”，並稱她在製作專輯的過程中受到20世紀80年代晚期流行樂的啟發。從音樂風格上講，這張專輯，相比於她先前的專輯，有較多的電子樂效果。專輯中加入了马丁編寫的鼓點和合成器效果，背景音樂則由躍動的低音和經過處理的背景人聲和吉他組成。《公告牌》雜誌的Jem Aswad認為專輯為每首樂曲提供了“（獨特的）質地，每種聲樂處理都只對應一首歌”。
Jem Aswad用“毫無疑問就是斯威夫特的歌”來形容斯威夫特新專輯歌曲的作詞：“多音節旋律下伴著嬉鬧、具挑釁意味的歌詞”。不過Aswad也提到馬丁和其他關鍵共同創作者的作用，是他們讓斯威夫特的歌詞變得“比以前多了老練和微妙，少了活潑和不成熟”。新專輯的歌詞內容大體上依然極具斯威夫特招牌風格，強調熱戀和情侶關係；整張專輯描述了情侶關係的複雜性，歌詞中出現了待發生的出軌、堅定的伴侶、分手中淡定的男方和被輕蔑拒絕的女方等內容。

## 单曲
2014年8月18日，斯威夫特首次公开专辑主打单曲〈通通甩掉〉。歌曲由她本人、马克斯·马丁及歇爾貝克創作，後兩者為歌曲的制作人，MV则由。单曲MV通过在线流媒体同步公开。单曲MV由马克·罗曼内克擔任导演，斯威夫特、专业舞者和粉丝们共同出现在MV中，其中出镜粉丝从Instagram、Twitter和有意出镜的歌迷来信中挑选。2014年11月10日，专辑第二单曲〈空格〉同步登陆Mainstream Top 40、Rhythmic Top 40和Hot AC radio三家电台。但单曲MV不料于同日被Yahoo!泄露。由于斯威夫特之后迅速在Vevo上官方发布MV，Yahoo!遂将提前泄露的cn:视频下架。

## 发行与宣传
8月份，斯威夫特开始泄露各种信息启发大众对即将发售的新专辑的兴趣。8月4日，她在Instagram上发布了一条视频，视频中斯威夫特按亮了电梯中18层的按钮。8月6日她在推特上发布一张时间为5:00的图片，转天她又发布了一张Yahoo!首页的截图。她于而后几天公布专辑封面——一张拍立得照片，照片底部白边处写着 "T. S. 1989"。专辑随着专辑公布直播的结束开始同步预售。2014年10月27日，专辑在美国发布。其中数字音乐下载版和大多数零售商销售的版本是含有13首歌的标准版，而额外含有三首曲目和三首语音备忘的豪华版专供目標百貨。2014年10月28日年专辑在德国发布时，零售商和数字音乐均可贩售标准版和豪华版两种版本。同日，专辑在英国发布的情况与德国相同。专辑在被发布的前几天被泄露到网上。
为了给专辑造势，斯威夫特在2014年10月14日放出一首宣傳单曲〈脱离困境〉。在接下来的一周，10月20日，专辑序曲〈欢迎来纽约〉作为第二首限时单曲发布。10月28日，星巴克宣布〈这份爱〉为本周精选曲。来店顾客可以在iTunes上免费下载这首歌曲。
斯威夫特将在2015年5月20日启动宣传专辑的1989世界巡迴演唱會。演唱会首站定于美国路易斯安那举行。此次巡回演唱会会在北美和欧洲开展，最终会在2015年12月在澳大利亚结束。

### 在中國大陸掀起音樂版權風暴
斯威夫特提出要求，全球流媒體商不能免費向用戶提供她的歌曲播放及下載，因此當時完全免費且無任何收費機制的中國各大音乐门户网站都下架了包括本專輯在內斯威夫特所有歌曲。斯威夫特成為在中國第一位強硬要求其歌曲必須付費收聽的歌手，此舉在中國掀起了音樂版權風暴，越來越多的歌手和廠商要求歌曲付費，促使各平台開始制定音樂收費模式對用戶收費。隨著中國國內流媒體音樂收費模式的興起與成熟，現在中國大陸用戶可通過購買「付費音樂包」和購買《1989》数字專輯來收聽她的歌曲。

## 销售情况
开售前两天，有人预测专辑发行首周将卖出75万张，随后一周该数据升至80万张，再后来是90万张。首日售出60万张后，《告示牌》宣布专辑首周卖出120万张，后来又改称130多万张。短短两天，专辑从六个网店卖出近75.1万张。截至11月2日，专辑在全美卖出128.7万张。因售价不应低于$3.99的政策，透过微软推广渠道99美元促销的专辑没有计算在内。该专辑打破了斯威夫特的个人销售纪录，成为尼尔森音乐统计自1991年开始追踪销量以来，第19张单周售出超100万张的专辑，打破了阿姆的《The Eminem Show》在2002年创下的130万张的单周最高销量纪录。斯威夫特借此成为第一位有三张专辑单周销量超100万的音乐家。专辑继酷玩乐队的《鬼故事》和《冰雪奇缘》原声带，成为2014年最畅销专辑 。
到了《告示牌二百强专辑榜》的第二周，专辑仍然保持领先位置，共卖出40.2万份（同比上周下降69%），两个星期累计售出168.9万张。这是自50 Cent的《The Massacre》（头两周售出191.2万张）以来，首张在短短两个星期销量达到160万的专辑，也自布兰妮·斯皮尔斯的《爱的再告白》（头两周售出193.1万张）以来，获得该项殊荣的女歌手。
在加拿大，专辑占据加拿大专辑榜榜首，售出10.7万张。第二周，专辑仍以3.7万张的销售额保持领先，两周共计售出14.4万张。在英国，专辑首周卖出9万张，登上英国专辑榜首位。这是斯威夫特继上一張專輯《红》后，第二张在英国获得冠军的专辑，也是2014年销售最快的女歌手专辑。
在美國《告示牌200強》2014年統計的最後一周累積總銷量超越電影《冰雪奇緣》原聲帶，僅以2個月的銷售量奪下2014年銷售總冠軍。
截至2015年11月7日專輯已在全球賣出1000萬張。

## 评价
| 綜合得分       | 綜合得分 |
| 來源           | 評分     |
| -------------- | -------- |
|                | 76/100   |
| 評論得分       |          |
| 來源           | 評分     |
| 《Allmusic》   | [ 47 ]   |
| 《影音俱乐部》 | B+       |
| 《前音后果》   | B        |
| 《娱乐周刊》   | B        |
| 《Fact》       | [ 51 ]   |
| 《卫报》       | [ 52 ]   |
| 《洛杉矶时报》 | [ 53 ]   |
| 《新音乐快递》 | 7/10     |
| 《滚石》       | [ 1 ]    |
| 《偏锋杂志》   | [ 55 ]   |

Metacritic筛选出28条专业评论家们的独立打分和评论，在100分满分的基础上，给专辑打了76分，意味着“整体正面的评价”。《滚石》杂志给专辑打出四星评价（满分为五星），罗布·谢菲尔德表示：“十分怪异，情感疯狂，热情得要命，《1989》听起来确实像斯威夫特，尽管这是斯威夫特此前从未试过的。”
《每日电讯报》的尼尔·麦考米克给专辑四星评价（满分为五星），称：“直接的感受华而不实，如同香气迷人的棉花糖啦啦队。”《卫报》的亚历克西斯·皮许迪斯也给出四星评价，称专辑的旋律“不可否认地充满画面感，完美地朝合唱曲和洗脑曲转型，声效重新复刻了80年代末以简·薇德林的《Rush Hour》为代表的MTV流行摇滚乐。

## 曲目
| 標準版   | 標準版                                | 標準版                             | 標準版                                         | 標準版 |
| 曲序     | 曲目                                  | 词曲                               | 製作人                                         | 时长   |
| -------- | ------------------------------------- | ---------------------------------- | ---------------------------------------------- | ------ |
| 1.       | 歡迎光臨紐約 Welcome to New York      | 泰勒·斯威夫特 瑞恩·泰德            | 斯威夫特 泰德 诺埃尔·赞卡内拉                  | 3:32   |
| 2.       | 空白 Blank Space                      | 斯威夫特 马克斯·马丁 歇爾貝克      | 马丁 歇爾貝克                                  | 3:51   |
| 3.       | Style                                 | 斯威夫特 马丁 歇爾貝克 阿里·帕亚米 | 马丁 歇爾貝克 帕亚米                           | 3:51   |
| 4.       | 不再迷惘 Out of the Woods             | 斯威夫特 杰克·安东诺夫             | 斯威夫特 安东诺夫 马丁 [a]                     | 3:55   |
| 5.       | 只要你留下 All You Had to Do Was Stay | 斯威夫特 马丁                      | 马丁 歇爾貝克 馬特曼和羅賓                     | 3:13   |
| 6.       | 通通甩掉 Shake It Off                 | 斯威夫特 马丁 歇爾貝克             | 马丁 歇爾貝克                                  | 3:39   |
| 7.       | 只要你願意 I Wish You Would           | 斯威夫特 安东诺夫                  | 斯威夫特 安东诺夫 格雷格·科尔斯汀 [b] 马丁 [a] | 3:27   |
| 8.       | 壞到底 Bad Blood                      | 斯威夫特 马丁 歇爾貝克             | 马丁 歇爾貝克                                  | 3:31   |
| 9.       | 狂野之夢 Wildest Dreams               | 斯威夫特 马丁 歇爾貝克             | 马丁 歇爾貝克                                  | 3:40   |
| 10.      | 追愛秘笈 How You Get the Girl         | 斯威夫特 马丁 歇爾貝克             | 马丁 歇爾貝克                                  | 4:07   |
| 11.      | 这份爱 This Love                      | 斯威夫特                           | 斯威夫特 内森·查普曼                           | 4:10   |
| 12.      | 秘密基地 I Know Places                | 斯威夫特 泰德                      | 斯威夫特 泰德 赞卡内拉                         | 3:15   |
| 13.      | 淨空 Clean                            | 斯威夫特 伊莫珍·希普               | 斯威夫特 希普                                  | 4:30   |
| 总时长： | 总时长：                              | 总时长：                           | 总时长：                                       | 48:41  |

| 豪華版 加值曲目 | 豪華版 加值曲目          | 豪華版 加值曲目        | 豪華版 加值曲目            | 豪華版 加值曲目 |
| 曲序            | 曲目                     | 词曲                   | 製作人                     | 时长            |
| --------------- | ------------------------ | ---------------------- | -------------------------- | --------------- |
| 14.             | 樂園 Wonderland          | 斯威夫特 马丁 歇爾貝克 | 马丁 歇爾貝克              | 4:05            |
| 15.             | 墜入愛河 You Are in Love | 斯威夫特 安东诺夫      | 斯威夫特 安东诺夫 马丁 [a] | 4:27            |
| 16.             | 新浪漫 New Romantics     | 斯威夫特 马丁 歇爾貝克 | 马丁 歇爾貝克              | 3:50            |
| 总时长：        | 总时长：                 | 总时长：               | 总时长：                   | 60:23           |

| 特別豪華版 加值曲目 | 特別豪華版 加值曲目                                   | 特別豪華版 加值曲目    | 特別豪華版 加值曲目 |
| 曲序                | 曲目                                                  | 词曲                   | 时长                |
| ------------------- | ----------------------------------------------------- | ---------------------- | ------------------- |
| 17.                 | 秘密基地 – 語音備忘錄 I Know Places (Voice Memo)      | 斯威夫特 泰德          | 3:36                |
| 18.                 | 只要你願意 – 語音備忘錄 I Wish You Would (Voice Memo) | 斯威夫特 安东诺夫      | 1:47                |
| 19.                 | 空白 – 語音備忘錄 Blank Space (Voice Memo)            | 斯威夫特 马丁 歇爾貝克 | 2:11                |
| 总时长：            | 总时长：                                              | 总时长：               | 68:37               |

註釋
- ^a 為聲樂製作人。
- ^b 為額外製作人。
- 歌曲中文名为星外星唱片中国大陆引进版和环球唱片台湾引进版官方译名。[57][58]

## 制作人员
名单摘自《1989》唱片内页文字说明。
| - 泰勒·斯威夫特 – 主要聲樂、詞曲作家、製作人、執行製作人、和声、心跳节奏、掌声、喊叫声、原声吉他、声乐 - 马克斯·马丁 – 声乐制作、制作人、键盘、编程、執行製作人、钢琴、掌声、喊叫声、和声 - 歇爾貝克 – 制作人、原声吉他、电吉他、贝斯、键盘、打击乐器、编程、喊叫声、敲击声、额外吉他、吉他、knees、noise、掌声、鼓、和声 - 阿里·帕亚米 – 制作人、键盘、编程 - 瑞恩·泰德 – 制作人、录音、和声、钢琴、电子合成器、原声吉他、电吉他、鼓编程、额外合成、额外编程 - Noel Zancanella – 制作人、鼓编程、合成器、贝斯、额外合成、额外工程 - 杰克·安东诺夫 – 制作人、和声、原声吉他、电吉他、键盘、贝斯、鼓 - 内森·查普曼 – 制作人、电吉他、贝斯、键盘、鼓、录音 - 伊莫珍·希普 – 制作人、录音、颤音琴、鼓、薄片琴、打击乐器、编程、键盘、和声 - Jason Campbell – 制作协调 - 马特曼和罗宾 – 制作人、编程、鼓、吉他、贝斯、键盘、打击乐器 | - 格雷格·科尔斯汀 – 额外制作、键盘 - Niklas Ljungfelt – 放克吉他 - Jonas Thander – 萨克斯管 - Jonas Lindeborg – 小号 - Magnus Wiklund – 长号 - Michael Ilbert – 录音 - Smith Carlson – 录音 - Laura Sisk – 录音 - Sam Holland – 录音 - Matthew Tryba – 录音协助 - Eric Eylands – 录音协助 - Brendan Morawski – 录音协助 - Cory Bice – 录音协助 - Serban Ghenea – 混音 - John Hanes – 混音工程 - Peter Carlsson – 高级工具工程 - Tom Coyne – 母带 |  |

## 榜单
| 各國音樂榜单 (2014-2015)                  | 最高 名次 |
| ----------------------------------------- | --------- |
| 澳大利亞（ARIA專輯榜）                    | 1         |
| 奧地利（奧地利Ö3專輯榜）                  | 5         |
| 比利時法蘭德斯（Ultratop專輯榜）          | 1         |
| 比利時瓦隆（Ultratop專輯榜）              | 7         |
| 加拿大（《告示牌》Canadian Albums Chart） | 1         |
| 捷克（ČNS IFPI專輯榜）                    | 17        |
| 丹麥（Hitlisten專輯榜）                   | 2         |
| 荷蘭（MegaCharts專輯榜）                  | 1         |
| 芬蘭（Suomen virallinen lista專輯榜）     | 10        |
| 法國（SNEP專輯榜）                        | 9         |
| 德國（Media Control專輯榜）               | 4         |
| 匈牙利（MAHASZ專輯榜）                    | 22        |
| 愛爾蘭（IRMA專輯榜）                      | 1         |
| 意大利专辑榜 (FIMI)                       | 5         |
| 日本（Oricon專輯榜）                      | 3         |
| 韓國（Gaon專輯榜）                        | 10        |
| 韓國（Gaon國際專輯榜）                    | 2         |
| 紐西蘭（RMNZ專輯榜）                      | 1         |
| 挪威（VG-lista專輯榜）                    | 1         |
| 蘇格蘭（OCC專輯榜）                       | 1         |
| 西班牙（PROMUSICAE專輯榜）                | 4         |
| 瑞典（Sverigetopplistan專輯榜）           | 23        |
| 瑞士（Schweizer Hitparade專輯榜）         | 3         |
| 英國（OCC專輯榜）                         | 1         |
| 美国（《告示牌》200）                     | 1         |

| 各國音樂榜單 (2014)              | 名次 |
| -------------------------------- | ---- |
| 澳大利亞專輯榜 (ARIA)            | 2    |
| 比利時專輯榜 (Ultratop Flanders) | 71   |
| 比利時專輯榜 (Ultratop Wallonia) | 198  |
| 加拿大專輯榜 (《告示牌》)        | 2    |
| 法國專輯榜 (SNEP)                | 160  |
| 德國專輯榜 (Offizielle Top 100)  | 71   |
| 愛爾蘭專輯榜 (IRMA)              | 7    |
| 日本專輯榜 (Oricon)              | 34   |
| 墨西哥專輯榜 (AMPROFON)          | 28   |
| 紐西蘭專輯榜 (RMNZ)              | 3    |
| 英國專輯榜 (OCC)                 | 11   |
| 美國《告示牌》二百大專輯榜       | 3    |

| 各國音樂榜單 (2015)              | 名次 |
| -------------------------------- | ---- |
| 澳大利亞專輯榜 (ARIA)            | 3    |
| 奧地利專輯榜 (Ö3 Austria)        | 47   |
| 加拿大專輯榜 (Billboard)         | 1    |
| 荷蘭專輯榜 (Album Top 100)       | 35   |
| 法國專輯榜 (SNEP)                | 82   |
| 德國專輯榜 (Offizielle Top 100)  | 56   |
| 愛爾蘭專輯榜 (IRMA)              | 7    |
| Japanese Albums (Oricon)         | 30   |
| 墨西哥專輯榜(AMPROFON)           | 20   |
| 紐西蘭專輯榜 (RMNZ)              | 7    |
| 西班牙專輯榜 (PROMUSICAE)        | 56   |
| 瑞士專輯榜 (Schweizer Hitparade) | 40   |
| 英國專輯榜 (OCC)                 | 6    |
| 美國《告示牌》二百大專輯榜       | 1    |

| 各國音樂榜單 (2016)              | 名次 |
| -------------------------------- | ---- |
| 澳大利亞專輯榜 (ARIA)            | 17   |
| 比利時專輯榜 (Ultratop Flanders) | 94   |
| 加拿大專輯榜 (《告示牌》)        | 17   |
| 紐西蘭專輯榜 (RMNZ)              | 19   |
| 英國專輯榜 (OCC)                 | 44   |
| 美國《告示牌》二百大專輯榜       | 17   |

| 各國音樂榜單 (2017)        | 名次 |
| -------------------------- | ---- |
| 澳大利亞專輯榜 (ARIA)      | 32   |
| 美國《告示牌》二百大專輯榜 | 101  |

| 各國音樂榜單 (2018)        | 名次 |
| -------------------------- | ---- |
| 澳大利亞專輯榜 (ARIA)      | 36   |
| 美國《告示牌》二百大專輯榜 | 82   |

| 各國音樂榜單 (2019)        | 名次 |
| -------------------------- | ---- |
| 美國《告示牌》二百大專輯榜 | 116  |

| 各國音樂榜單 (2010–2019)   | 名次 |
| -------------------------- | ---- |
| 澳大利亞專輯榜 (ARIA)      | 8    |
| 英國專輯榜 (OCC)           | 25   |
| 美國《告示牌》二百大專輯榜 | 2    |

## 销量认证
| 地區                                                       | 认证       | 认证单位/销量 |
| ---------------------------------------------------------- | ---------- | ------------- |
| 澳大利亚（澳大利亚唱片业协会）                             | 9× 白金    | 630,000‡      |
| 奥地利（國際唱片業協會奧地利分會）                         | 3× 白金    | 45,000*       |
| 巴西（巴西唱片業協會）                                     | 白金       | 40,000*       |
| 巴西（巴西唱片業協會） 數位版發行                          | 金         | 20,000*       |
| 加拿大（加拿大音乐协会）                                   | 6× 白金    | 542,000       |
| 中国大陆                                                   | 5× 白金    | 100,000       |
| 丹麦（國際唱片業協會丹麥分會）                             | 白金       | 20,000‡       |
| 法国（法國唱片出版業公會）                                 | 白金       | 100,000‡      |
| 德国（聯邦音樂產業協會）                                   | 白金       | 200,000‡      |
| 意大利（意大利音乐产业联盟）                               | 金         | 25,000*       |
| 日本（日本唱片協會）                                       | 白金       | 268,000       |
| 墨西哥（墨西哥音像製品協會）                               | 3× 白金+金 | 210,000^      |
| 荷兰（荷蘭音像製品製作與進口協會）                         | 金         | 20,000^       |
| 新西兰（新西兰唱片音乐协会）                               | 6× 白金    | 90,000^       |
| 挪威（國際唱片業協會挪威分会）                             | 3× 白金    | 60,000*       |
| 波兰（波蘭音像製造商協會）                                 | 2× 白金    | 40,000‡       |
| 新加坡（新加坡唱片業協會）                                 | 2× 白金    | 20,000*       |
| 西班牙（西班牙音樂製作協會）                               | 金         | 20,000‡       |
| 瑞典（瑞典唱片業協會）                                     | 金         | 20,000‡       |
| 瑞士（國際唱片業協會瑞士分会）                             | 金         | 10,000^       |
| 台灣（台灣唱片出版事業基金會)                              | 3× 白金    | 30,000*       |
| 英国（英国唱片业协会）                                     | 4× 白金    | 1,250,000     |
| 美国（美國唱片業協會）                                     | 9× 白金    | 6,250,000     |
| *僅含認證的實際銷量 ^僅含認證的出貨量 ‡僅含認證的+實際銷量 |            |               |

## 发行历史
| 国家 | 日期           | 版本          | 格式                     | 唱片公司             | 参考                        |
| ---- | -------------- | ------------- | ------------------------ | -------------------- | --------------------------- |
| 全球 | 2014年10月27日 | 标准版 豪华版 | CD 数字音乐下载 黑胶唱片 | 大機器               | [ 16 ] [ 17 ] [ 152 ]       |
| 全球 | 2014年10月27日 | 标准版 豪华版 | CD 数字音乐下载 黑胶唱片 | 大機器 環球          | [ 18 ] [ 19 ] [ 20 ] [ 21 ] |
| 全球 | 2014年10月27日 | 标准版 豪华版 | CD 数字音乐下载 黑胶唱片 | 大機器 維京 百代唱片 | [ 22 ] [ 23 ] [ 24 ] [ 25 ] |